# Euthyone muricolor
Euthyone muricolor är en fjärilsart som beskrevs av William Schaus 1905. Euthyone muricolor ingår i släktet Euthyone och familjen björnspinnare. Inga underarter finns listade i Catalogue of Life.